# STINAPA Bonaire
De Stichting Nationale Parken Bonaire (STINAPA Bonaire) is een non-gouvernementele organisatie die verantwoordelijk is voor het beheer van de nationale parken op Bonaire in Caribisch Nederland. STINAPA is lid van de Dutch Caribbean Nature Alliance.
De STINAPA Bonaire ontstond eind jaren tachtig als opvolger van STINAPA N.A. (Stichting Nationale Parken Nederlandse Antillen). Deze stichting werd in 1962 opgericht om de natuur op de Nederlandse Antillen te beschermen en te beheren. De eerste activiteiten vonden plaats op Bonaire waar in 1969 het Washington Slagbaai National Park werd ingesteld. In dat jaar kwam daar ook het Bonaire National Marine Park bij. Hierna werden er ook projecten gestart op onder andere Curaçao en Saba en eind jaren tachtig werden op alle Antilliaanse eilanden aparte stichtingen opgericht.   